# Dourados
Dourados város Brazíliában, Mato Grosso do Sul államban. Lakosainak száma 243 367 fő (2022). Dourados Caarapó, Fátima do Sul, Laguna Carapã, Ponta Porã, Rio Brilhante, Douradina, Deodápolis, Maracaju és Itaporã községekkel határos.

## Népesség
A település népességének változása:
| Lakosok száma | 196 035 | 182 747 | 215 486 | 225 495 | 227 990 | 243 367 |
|               | 2000    | 2007    | 2016    | 2020    | 2021    | 2022    |